# Застава ЦЗ99
ЦЗ99 је полуаутоматски пиштољ који је конструисао Божидар Благојевић у некадашњој Црвеној Застави у Крагујевцу, 1989. године. ЦЗ99 је конструисан као замена за службени пиштољ М57 у јединицама полиције и војске, у калибру 9×19мм Парабелум.

## Карактеристике
ЦЗ99 функционише по принципу кратког трзаја цијеви. Брављење се постиже вертикалном осцилацијом цијеви, која залази у отвор на навлаци. Овај пиштољ се користи као службено или лично одбрамбено оружје, истиче се својом тачношћу и прецизношћу. Функционише као оружје једноструког или двоструког дејства. Храњење се врши одвојивог магацина, капацитета 15 метака. Управљачке команде су са обе стране оружја и њима се може управљати и лијевом и десном руком. Индикатор напуњености показује да ли се метак налази у цијеви. Нишани су четвртасти са бијелим тачкама за нишањење при слабој видљивости. Након ручног репетирања метак је из оквира потиснут у лежиште. Повлачењем обараче ослобађа се запети ударач и долази до опаљења (једноструко дејство). У случајевима, када се прије окидања потисне полуга за спуштање ударача, исти више није запет. У циљу окидања потребно је повући обарачу. Тада се на првом дијелу пута обараче запиње ударач, а на другом дијелу пута обараче долази до окидања (двоструко дејство). Наком окидања оружје функционише као оружје једноструког дејства.